# Ireneusz (Semko)
Ireneusz, imię świeckie Wałentyn Anatolijowycz Semko (ur. 11 czerwca 1963 we wsi Ropotucha, zm. 23 września 2017) – ukraiński biskup prawosławny.

## Życiorys
Wychował się we wsi Ładyżynka w rejonie humańskim obwodu czerkaskiego Ukraińskiej SRR. W 1982 rozpoczął studia w instytucie inżynieryjno-budowlanym w Kijowie, z których zrezygnował po roku. Wstąpił wówczas do seminarium duchownego w Moskwie. Jesienią 1984 został posłusznikiem w Ławrze Troicko-Siergijewskiej, gdzie 26 lutego 1985 złożył śluby wieczyste z imieniem Ireneusz. 6 kwietnia tego samego roku przyjął święcenia diakońskie, zaś 30 listopada 1986 arcybiskup czeboksarski i czuwaski Barnaba udzielił mu święceń kapłańskich. W 1987, po ukończeniu nauki w seminarium duchownym został przeniesiony do ławry Poczajowskiej, zaś w 1991 – do ławry Kijowsko-Peczerskiej. W tym samym okresie studiował w Moskiewskiej Akademii Duchownej, której dyplom uzyskał w 1992. W 2006 uzyskał tytuł kandydata nauk za pracę Historia prawosławnych monasterów żeńskich na Ukrainie w XX wieku.
W 2007 Święty Synod Ukraińskiego Kościoła Prawosławnego Patriarchatu Moskiewskiego wydzielił z eparchii czernihowskiej nową eparchię niżyńską. 10 czerwca tego samego roku w soborze Zaśnięcia Matki Bożej w ławrze Peczerskiej miała miejsce jego chirotonia na biskupa niżyńskiego. Od 10 kwietnia 2008 nosi tytuł biskupa niżyńskiego i priłuckiego. W 2014 został podniesiony do godności arcybiskupiej. 28 lipca 2017 r. został podniesiony do godności metropolity. Zmarł w 2017 po chorobie i został pochowany w Czerwonogórskim Monasterze Opieki Matki Bożej w Bakajiwce (obwód czerkaski). 

## Odznaczenia
- 1985 – medal św. Sergiusza z Radoneża I stopnia
- 2000 – order jubileuszowy „Narodzenie Pańskie 2000” II stopnia
- 2001 – order św. Dymitra Sołuńskiego IV stopnia
- 2003 – order św. Nestora Kronikarza II stopnia
- 2008 – order św. apostoła i ewangelisty Jana Teologa II stopnia